# Siège de Fredriksten
Le siège de Fredriksten  est une attaque des troupes suédoises du roi Charles XII contre les armées coalisées à la forteresse norvégienne de Fredriksten, dans la ville de Fredrikshald (aujourd'hui Halden). Alors qu'il inspecte ses troupes, Charles XII est tué par un projectile. Les Suédois ont rompu le siège et les Norvégiens ont conservé la forteresse. Avec le traité de Nystad trois ans plus tard, la mort de Charles XII marque la fin de l'ère de l'Empire de Suède et le début de l'ère de la Liberté.

## Contexte

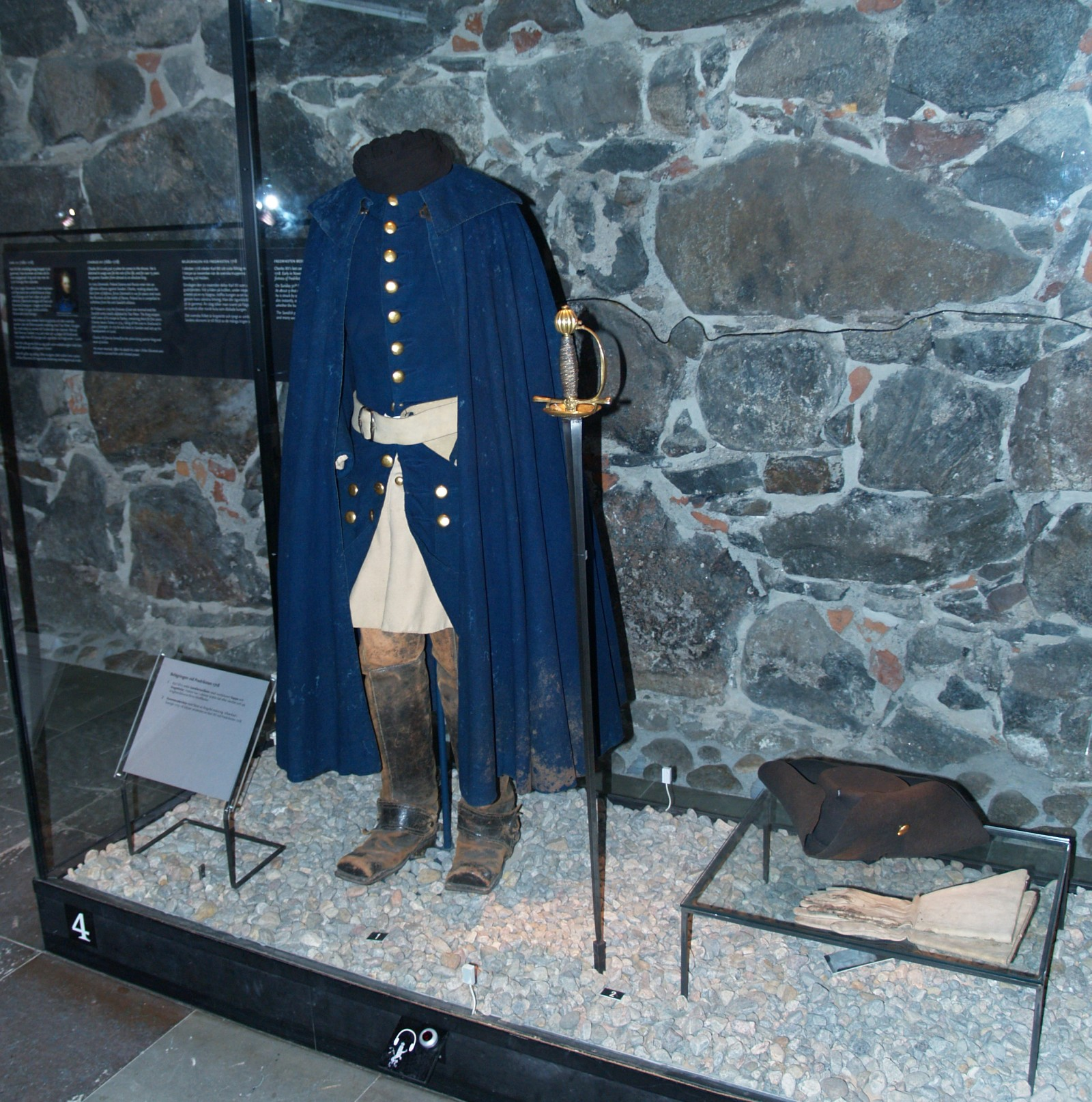
Uniforme porté par Charles XII de Suède à sa mort pendant le siège.

Le roi Charles XII de Suède a organisé plusieurs campagnes en Norvège pendant la Grande guerre du Nord dans le cadre de sa campagne pour s'emparer de  la Norvège. À la fin de la Grande guerre du Nord, l'armée norvégienne avait été affaiblie au début de l'année 1716 par le retrait de 5 000 des meilleures troupes au Danemark. Lorsque des rumeurs parvinrent à Christiania (aujourd'hui Oslo) selon lesquelles Charles XII se préparait à envahir le pays, toutes les troupes restantes à Østerdal et Gudbrandsdal reçurent l'ordre de se rendre à la frontière à Halden et Fredrikstad. Les Norvégiens s'attendaient à ce que les forces suédoises envahissent Kongsvinger, Basmo et/ou Halden.
C'est à la forteresse de Basmo que Charles frappa, franchissant la frontière le 8 mars 1716. La politique norvégienne de la terre brûlée a privé Charles de ravitaillement tandis que les forteresses encore détenues par les Norvégiens derrière ses lignes menaçaient sa chaîne d'approvisionnement. Charles a pris Christiania (aujourd'hui Oslo), mais sans artillerie de siège lourde, n'a pas pu prendre la forteresse d'Akershus.
Après une brève occupation, Charles revient sur ses pas vers les forteresses norvégiennes du sud-est de la Norvège dans le but de capturer Frederiksten. Cela éliminerait la menace dans son dos et les fortifications pourraient servir de base à une nouvelle offensive plus tard cette année-là. La capture des ports à l'embouchure de la rivière Glomma lui permettrait également de débarquer les provisions nécessaires pour un siège de la forteresse d'Akershus.
Les troupes de Charles tentèrent de prendre d'assaut Frederiksten le 4 juillet. Ses troupes prirent la ville après de violents combats, mais les citoyens mirent le feu à leurs propres maisons, forçant Charles, incapable de prendre la forteresse, à battre en retraite et à attendre l'arrivée de lourds canons de siège. Malheureusement pour l'armée d'invasion, toute la flotte de transport suédoise fut capturée ou détruite par le héros naval norvégien Peter Wessel Tordenskjold (1690-1720) lors de la bataille de Dynekilen à Bohuslen. À court de ravitaillement, Charles se retira précipitamment en traversant le fjord Iddefjord et en brûlant les ponts derrière lui. Le 12 juillet 1716, toutes les troupes suédoises avaient été retirées de la zone autour de Fredriksten.

## Siège de 1718
Charles revint assiéger la forteresse à l'automne 1718 avec 40 000 hommes. Il l'a fait dans le but de d'abord capturer la forteresse de Fredriksten afin de pouvoir soutenir un siège d'Akershus. En prenant d'abord les zones frontalières, Charles souhaitait éviter une répétition du fiasco qu'il avait subi deux ans auparavant. La garnison de Frederiksten, forte de 1 400 hommes, combattit férocement pour retenir l'invasion, mais subit un sévère revers lorsque, le 8 décembre, la fortification avancée, le fort de Gyldenløve, à Fredriksten tomba. Encouragée par leur succès très âprement disputé, l'armée suédoise intensifia ses efforts contre le fort principal[réf. nécessaire].
Les tranchées suédoises avaient presque atteint les principaux murs de fortification lorsque le soir du 11 décembre (calendrier suédois : 30 novembre 1718), un projectile (probablement une grosse balle de mousquet ou mitraille) frappa Charles XII à la tempe gauche alors qu'il inspectait la tranchée. La mort du roi a mis fin à l'attaque de Fredriksten et l'invasion a été annulée, ce qui a marqué la fin de la guerre[réf. nécessaire].